# Кафедра топографической анатомии и оперативной хирургии КГМУ (Симферополь)
Ка́федра топографи́ческой анато́мии и операти́вной хирурги́и — одно из учебных подразделений Медицинской Академии имени С. И. Георгиевского (в составе Крымского Федерального Университета им. В. И. Вернадского).

## История кафедры
Кафедра была основана в 1932 году. Первым заведующим стал профессор К. П. Гесс де Кальве. В последующее время кафедрой руководили: проф. В. М. Тоцкий (1933—1964), доц. Г. Б. Лифшиц (1964—1966), проф. С. И. Маслов (1966—1976), проф. И. Н. Петровский (1976—1991), проф. В. И. Зяблов (1991—1993), проф. Н. И. Шкодивский (1993—2003, с некоторыми перерывами), проф. Т. А. Фоминых (2003-2015). С 2015 года кафедрой заведует профессор И. В. Заднипряный.
В послевоенные годы основная научная деятельность кафедры фокусировалась на исследовании сердечно-сосудистой системы в прикладных аспектах и морфофункциональном обосновании жизнеспособности тканей тонкой кишки после различных степеней нарушения брыжеечного кровообращения. По результатам научных исследований, проведённых в том числе и на кафедре, была издана монография «Венозная система головного и спинного мозга в норме и патологии».

## Настоящее
В настоящее время кафедра занимает отдельный двухэтажный корпус (бывший экспериментальный центр кафедры нормальной анатомии), располагающийся по улице Александра Невского 27а за корпусом кафедры нормальной анатомии КГМУ. Кафедра располагает шестью учебными аудиториями, операционной, собственным виварием; лекции по дисциплине читаются в лекционной аудитории кафедры нормальной анатомии.
На кафедре ведутся занятия по топографический анатомии и оперативной хирургии у студентов 2-3 курсов медицинских факультетов и 2 курса стоматологического факультета, а также занятия по основам клинической анатомии для студентов 2 курса медицинских факультетов. Кроме этого на кафедре проводятся тематические циклы для врачей-интернов хирургических специальностей; проводятся эксперименты, организуемые другими хирургическими кафедрами вуза. Нынешнее научное направление кафедры — «Индивидуальная анатомическая изменчивость сердечно-сосудистой системы человека».
По результатам научной деятельности в 2010 году кафедра занимала 24-ю позицию среди 54 кафедр университета.
На кафедре по состоянию на 2017 год работают:
- проф. И. В. Заднипряный (д.мед.н., заведующий кафедрой)
- доц. Э. А. Гафарова (к.мед.н.)
- доц. П. Н. Федуличев (к.мед.н.)
- ст. преп. Г. Р. Аджисалиев (завуч кафедры)
- ст. преп. П. В. Кульбаба
- ст. преп. П. Н. Можаев
- асс. Э. М. Аметов
- ст. лаб. В. Т. Скибина
- ст. лаб. В. Н. Мишуткина
- лаборант С. Горнович
- лаборант Р. Биленко

## Интересно
На кафедре в своё время начинали работу многие из нынешних профессоров (в том числе и клиницистов) КГМУ. В частности, именно здесь начинал свою научную карьеру ректор КГМУ А. А. Бабанин.